# Szczeglino (gromada)
Szczeglino – dawna gromada, czyli najmniejsza jednostka podziału terytorialnego Polskiej Rzeczypospolitej Ludowej w latach 1954−1972.
Gromady, z gromadzkimi radami narodowymi (GRN) jako organami władzy najniższego stopnia na wsi, funkcjonowały od reformy reorganizującej administrację wiejską przeprowadzonej jesienią 1954 roku do momentu ich zniesienia z dniem 1 stycznia 1973 roku, tym samym wypierając organizację gminną w latach 1954−1972.
Gromadę Szczeglino z siedzibą GRN w Szczeglinie utworzono – jako jedną z 8759 gromad na obszarze Polski – w powiecie koszalińskim w woj. koszalińskim na mocy uchwały nr 43/54 WRN w Koszalinie z dnia 5 października 1954 roku. W skład jednostki weszły obszary dotychczasowych gromad Szczeglino, Szczeglino Nowe, Mokre i Węgorzewo Koszalińskie ze zniesionej gminy Manowo w powiecie koszalińskim, ponadto obszar dotychczasowej gromady Kościernica ze zniesionej gminy Sieciemin oraz obszary dotychczasowych gromad Powidz i Sowinko ze zniesionej gminy Lejkowo – w powiecie sławieńskim w tymże województwie. Dla gromady ustalono 13 członków gromadzkiej rady narodowej.
31 grudnia 1959 z gromady Szczeglino wyłączono wieś Węgorzewo Koszalińskie, włączając ją do gromady Chełmoniewo w tymże powiecie, po czym gromadę Szczeglino zniesiono, a jej (pozostały) obszar włączono do nowo utworzonej gromady Kościernica tamże.